# Saturnia castiliana
Saturnia castiliana är en fjärilsart som beskrevs av Watson. Saturnia castiliana ingår i släktet Saturnia och familjen påfågelsspinnare. Inga underarter finns listade.